# 치와와 태평양 철도

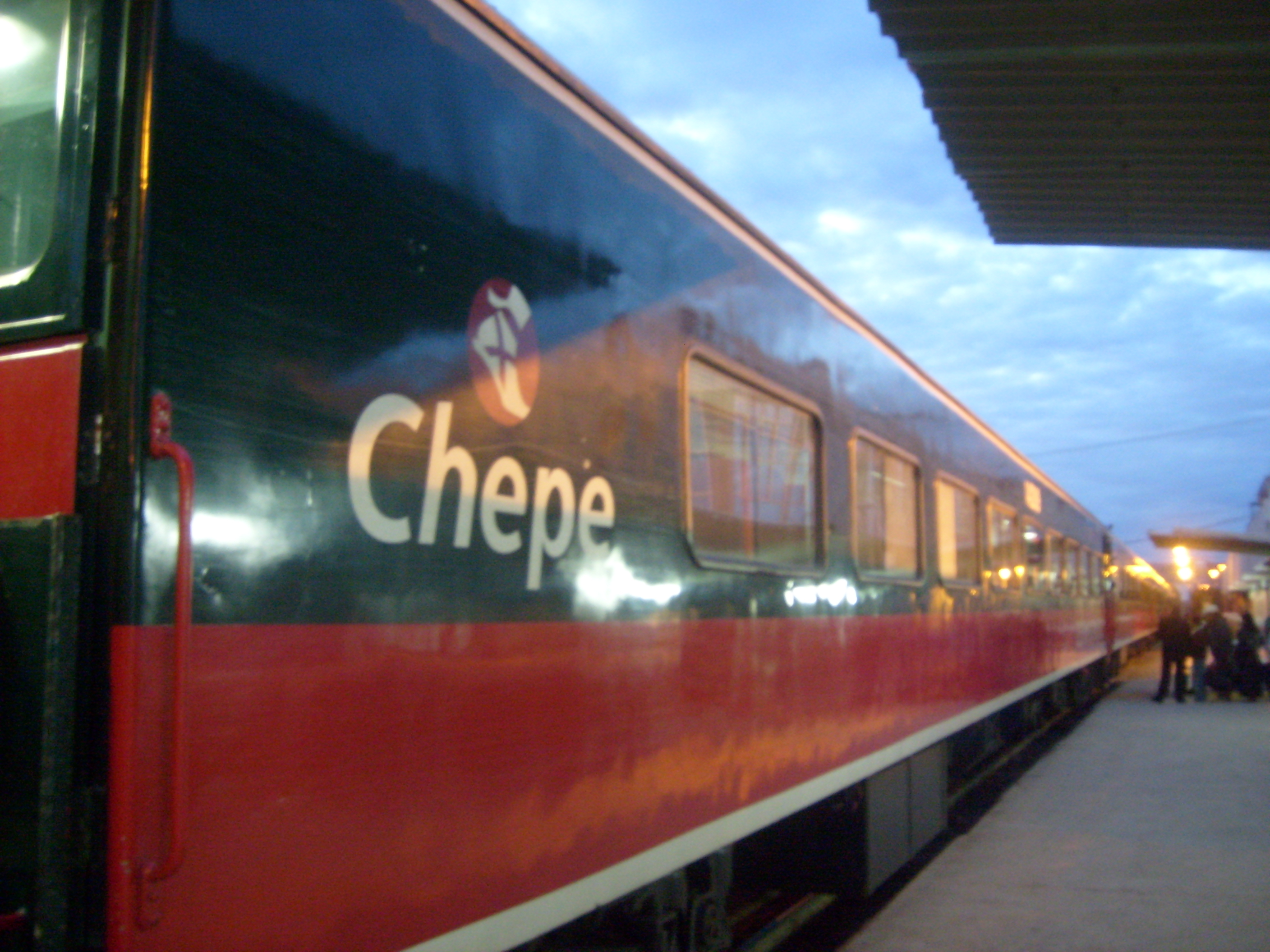
정차해 있는 치와와 태평양 철도

치와와 태평양 철도(Ferrocarril Chihuahua al Pacífico)는 멕시코 서부 시날로아주 로스모치스와 토폴로밤포에서부터 구리 협곡을 지나 치와와 시를 연결하는 열차 노선이다. 엘체페(El Chepe)라고도 불린다.
총 37개의 다리와 86개의 터널을 통과하며, 디비사데로 역 인근에서는 해발 2400미터까지 오른다. 1880년 공식적으로 구상되었으며, 1900년 경에 공사가 시작되었지만, 1961년에야 완성되었다. 1998년 페로멕스가 멕시코 정부로부터 인수하였다.